# Rihanna & Eminem: The Monster Tour
The Monster Tour jest mini trasą koncertową amerykańskiego rapera Eminema i barbadoskiej piosenkarki Rihanny. Trasa zaczęła się 7 sierpnia 2014 roku.

## Tło
Eminem i Rihanna po raz pierwszy pracowali ze sobą w 2010 roku. Napisali wtedy piosenkę "Love the Way You Lie". Od tego czasu napisali trzy kolejne piosenki: "Love the Way You Lie Part 2" (2010), "Numb" (2012) i "The Monster" (2013).
W lutym 2014 roku ogłosili że wyruszają we wspólną mini trasę koncertową. 19 marca 2014 roku potwierdzono, że będzie się nazywać "The Monster Tour" i ujawnione zostały trzy daty. Bilety trafiły do sprzedaży 28 marca 2014 roku. 21 marca 2014 roku do każdego z trzech miast został dodany kolejny koncert ze względu na wielkie zainteresowanie trasą.

## Setlista
Partia wspólna:
1. “Numb” – Oboje
2. “No Love” – Oboje
3. “Run This Town” – Oboje
4. “Live Your Life” – Rihanna
5. “Crack a Bottle” – Eminem
6. “Won’t Back Down” – Oboje

Partia Rihanny:
1. “What Now” – Rihanna
2. “Phresh Out the Runway” – Rihanna
3. “Birthday Cake” – Rihanna
4. “Talk That Talk” – Rihanna
5. “Rude Boy” – Rihanna
6. “What’s My Name?” – Rihanna (Zremiksowane z Trey Songz’ “Na Na”)
7. “Pour It Up” – Rihanna
8. “Cockiness (Love It)” – Rihanna
9. “Man Down” – Rihanna
10. “You Da One” – Rihanna
11. “Wait Your Turn” – Rihanna
12. “Jump” – Rihanna
13. “Umbrella” – Rihanna
14. “All of the Lights” – Rihanna
15. “Rockstar 101″ – Rihanna
16. “Where Have You Been” – Rihanna
17. “Stay” – Rihanna
18. “Love the Way You Lie” – Oboje

Partia Eminema:
1. “3 a.m.” – Eminem
2. “Square Dance” – Eminem
3. “Business” – Eminem
4. “Kill You” – Eminem
5. “Evil Deeds” – Eminem
6. “Rap God” – Eminem
7. “Marshall Matters” – Eminem
8. “Just Don’t Give a Fuck” – Eminem
9. “Still Don’t Give a Fuck” – Eminem
10. “Criminal” – Eminem
11. “The Way I Am” – Eminem
12. “Airplanes Pt. 2” – Oboje
13. “Stan” – Oboje
14. Sing For the Moment - Eminem
15. “Like Toy Soldiers” – Eminem
16. “Forever” – Eminem
17. “Berzerk” – Eminem
18. “Till I Collapse” – Eminem
19. “Cinderella Man” – Eminem
20. “My Name Is” – Eminem
21. “The Real Slim Shady” – Eminem
22. “Without Me” – Eminem
23. “Not Afraid” – Eminem

Partia wspólna:
1. “Diamonds” – Rihanna
2. “We Found Love” (Akustyczna i Regularna Wersja) – Rihanna
3. “Lose Yourself” – Eminem

Zakończenie:
1. “The Monster” – Oboje

## Koncerty
| Data        | Miasto          | Państwo i stan   | Miejsce         | Sprzedaż | Zarobek |
| ----------- | --------------- | ---------------- | --------------- | -------- | ------- |
| 7 sierpnia  | Pasadena        | USA (Kalifornia) | Rose Bowl       |          |         |
| 8 sierpnia  | Pasadena        | USA (Kalifornia) | Rose Bowl       |          |         |
| 16 sierpnia | East Rutherford | USA (New Jersey) | MetLife Stadium |          |         |
| 17 sierpnia | East Rutherford | USA (New Jersey) | MetLife Stadium |          |         |
| 23 sierpnia | Detroit         | USA (Michigan)   | Comerica Park   |          |         |
| 24 sierpnia | Detroit         | USA (Michingan)  | Comerica Park   |          |         |